# Leptonema normale
Leptonema normale är en nattsländeart som beskrevs av Banks 1920. Leptonema normale ingår i släktet Leptonema och familjen ryssjenattsländor. Inga underarter finns listade i Catalogue of Life.